# 藍龍 (動畫)
《藍龍》（日语：BLUE DRAGON）為霧行者以遊戲軟體《藍龍》為原作改編而成的動畫。2007年4月到2009年3月播放。
以描述主角修為首的少年少女們能夠操控自己的「影子」、與想要利用「影」之力企圖掌控一切的奈那展開戰鬥的冒險故事。第一季動畫的基本設定與XBOX360所發售的遊戲版一樣、但在細部的主要角色性格和設定年齢、「影」之力等設定則有所變更並且追加了原創角色。旁白則為高塚正也。
2008年4月第2季《藍龍 天界的七龍》開始播放。然後在第1期開始上映時，在電視雜誌的採訪中，鳥山明將本作擺上「關於動畫的最後作品」的位置，但之後還是有《七龍珠改》的上映。

## 故事簡介
第一季
在遙遠的過去有著光與黑暗的戰鬥。然後在那場戰鬥中有七位叫作光之戰士的人們以他們的力量封印黑暗而結束戰爭。那個故事最後也成為神話，他們所持的影之力也被他們的後裔秘密地繼承著。
然而，有位古蘭王國的學者奈那因為發現自己的影之力，因此他開始稱為王利用「影之力」作出許多炭塗生靈的行徑。而同樣擁有影之力的左拉為了制止奈那跟七名光之戰士的末裔吉羅找尋剩下的末裔一邊跟奈那的手下展開多次的戰鬥。在塔塔村中則希望成為騎士王的修和青梅竹馬克露克在他們所住的地方也遭到古蘭王國的攻擊。在戰鬥當中修的影獸「藍龍」也逐漸甦醒過來擊退古蘭王國的士兵。於是修一行人為了恢復和平秩序決定打倒奈那，他們與左拉一起找尋七名光之戰士的所有末裔為目標展開艱辛的戰鬥旅程。
第二季
在黑暗被封印的兩年後，世界免於被滅亡的危機，但是戰火卻依然不停，打算統治世界的洛基帶領薔薇十字軍團與反抗軍勒茍拉斯親衛隊持續鬥爭著。修與布凱也一起以勒苟拉斯親衛隊的一員在戰鬥著，有一天知道影使者事情的謎之少年諾伊出現而且他正被一隻紅龍攻擊著。因為諾伊的力量讓修的藍龍復活並且擊退牠。 之後修住的地方出現叫作米歇艾爾的紅龍，並且像是在做什麼測試般地開始對修展開攻擊。同時洛基的根據地也出現叫作洛妲的神秘人物，她讓洛基的奧丁復活之後就毀壞洛基的首都。他們把自己稱為「高等生命體」並且引起各種事件，修他們在知道世界開始展開異變後決定要展開找回過去同伴而踏上旅途。

## 登場人物

### 主要人物
修
聲 - 根本圭子（日本）；錢欣郁（台灣）；林丹鳳（香港）
本作主角。10歲。七名光之戰士的末裔之一。家鄉是塔塔村。服裝跟第一季和遊戲一樣，第二季中則是穿著黄色T-shirt和茶色的短褲、脖子則掛有綠色的圍巾。
為了「不要再讓悲傷擴大」而要恢復和平的秩序。常會感情用事，而與冷靜派的吉羅發生衝突；喜歡青梅竹馬的克露克。剛開始連影獸都叫不出來，在經過數次的戰鬥而慢慢有這份力量。曾因為黛兒芬妮恩殺掉霍美洛而對她相當的很仇視，但在最終決戰時與她和解。
對於左拉解開黑暗封印的行為一直都不敢相信這種殘酷現實，決定以同伴的身分要來阻止她，最後雖然封印黑暗，但卻沒有拯救左拉使自己心中留下許多遺憾。
藍龍
聲 - 高塚正也（日本）；夏治世（台灣）；招世亮（香港）
天界七龍之一，非常好戰且自尊心很高。最初和修合不來，經常無視修的命令而戰鬥，後來慢慢培養出信賴感。在遺蹟中打倒黑暗龍（聲 - 鄉里大輔（日本）；黃天佑（台灣））後而提升能力。而擁有打倒瓦爾基莉的力量。在與黑暗的決鬥中，更是提升自己的力量而打倒黑暗。在黑暗被封印後而消滅。後來因為諾伊的力量而復活並且得到能和諾伊及變身河馬合體的能力，最後甚至能和修合體而實體化，被諾伊認為是天界七龍的最後一條龍。
克露克
聲 - 葉月繪理乃（日本）；郭馨雅（台灣）；曾秀清（香港）
修的青梅竹馬。10歲。七名光之戰士的末裔之一。第一季女主角。
家鄉位於路彌勒斯。服裝跟第一季和遊戲一樣，只不過洋裝變為粉紅色，蝴蝶結變為黃色。第二季則是穿著水色內衣，藍色上衣和裙子及緊身褲，但少蝴蝶結的搭配。
是名了解且懂得操控和修理機械的頭腦派。平常看似兇猛，總是對人拳打腳踢的，但其實是個很善良的女孩，第二季時個性變得溫柔許多。最初沒有召喚影獸的能力，在第2集末尾要求與修和左拉一起旅行。在與奈那初次對決而隊友差點全滅時初次發動影之力。是六人中最晚覺醒的人。在力量提升後讓自身的影獸擁有反射對方攻擊的能力。
鳳凰
聲 - 坪井木の実（日本）；龍顯蕙（台灣）；謝潔貞（香港）
因為「誰都想要保護的克露克」而出現。經常表現出沉穩的語氣，防禦力也是七隻影獸中最優秀的，但只能製造出一個防護罩，在能力提升後，甚至能反彈敵人的攻擊，另外也擁有瞬間移動能力。在黑暗被封印後而消滅。後來因為諾伊的力量而秘密復活。
吉羅
聲 - 浪川大輔（日本）；何志威（台灣）；張裕東、曾佩儀（幼年時）（香港）
和左拉一起行動的少年。10歲左右。七名光之戰士的末裔之一。和個性直率的修常發生衝突。因為雙親和妹妹吉娜遭到古蘭王國的攻擊而遇難，因此相當的很痛恨古蘭王國。後來拋開過去的自責感而因此能力提升。在與黑暗的決戰過後展開修行之旅。由於自問失去影獸後能夠做什麼，因此要求靠自身而不靠影獸的力量來戰勝影獸，所以持續兩年的修行之旅，然後也為了追殺黛兒芬妮恩而一直追蹤她。鍛鍊的結果讓自己與藍龍擁有相同的實力，所以和修再會後拒絕復活影獸，並且與情報師蘇一起行動，最後因為與希爾德嘉一戰而自己的影獸復活。最終決戰時跟黛兒芬妮恩停戰一起幫助修對抗魯道爾夫。
邁諾陶
聲 - 落合弘治（日本）；黃天佑（台灣）；劉昭文（香港）
和吉羅比起，個性有點輕浮。雖然老是表示很不滿吉羅的橫衝直撞，但都會遵守吉羅的指示。擅長肉搏戰，攻擊招式為以牛角召喚出的各式雷電進行攻擊。在黑暗被封印後而消滅。後來因為希爾德嘉的力量而被強制復活。
瑪魯瑪洛
聲 - 雨蘭咲木子（日本）；郭馨雅（台灣）；袁淑珍（香港）
惡魔族的少年。年齡不明。七名光之戰士的末裔之一。句尾都會加個「maro（瑪洛）」。最初和修他們對峙，之後成為同伴。
相當好色，經常對克露克或布凱性騷擾而被她們痛毆。對於布凱的「胸部」和內褲相當有興趣。自己的爸爸（聲 - 龍田直樹）也同樣好色，所以也經常被媽媽（聲 - 一城みゆ希）給痛扁一頓。在與黑暗的決戰過後，回鄉保護村子，之後再次和修一起旅行來對抗高等生命體。最終決戰幫助修一起對抗魯道爾夫，最終決戰後與修、布凱一起接受普莉菈的表揚。經常提醒修不可以同時追兩隻兔子。
劍虎
聲 - 堀川仁（日本）；何志威（台灣）；張錦江（香港）
和瑪魯瑪洛比起來相當有禮貌，也是七隻影獸中速度最快的，但攻擊力較弱。在黑暗被封印後而消滅。後來因為諾伊的力量而復活。
布凱・拉
聲 - 中島沙樹（日本）；龍顯蕙（台灣）；梁少霞（香港）
10歲左右。七名光之戰士的末裔之一。第二季女主角。
來幫助修他們的女服務生並且因為被修所救而愛上修。是個有點天然呆且笨手笨腳的女孩。本人魅力就在於那對搖個不停的大胸部，所以有時也負責殺必死畫面。變身時會說出「喜波波 洗澎澎 改造大變身」的咒語。
第二季中因為是拉族的少女，因此擁有能夠變成透明人的特殊能力，使用時必須要全裸才行。第二季中與修一起加入勒茍拉斯親衛隊並且支持著修，最終決戰時幫助修對抗魯道爾夫，在最終決戰後與修、瑪魯瑪洛一起接受普莉菈的表揚。
變身河馬
聲 - 長（日本）；黃天佑（台灣）；張炳強（香港）
布凱以「河河」來稱呼，本人也稱布凱為「布凱主人」。平常時因為膽小而不能戰鬥，但卻擁有出色的變身能力。能夠變成只看過一遍的東西。在能力提升後，能在被敵人攻擊過後複製他的攻擊方式。在黑暗被封印後而消滅。後來因為諾伊的力量而復活，且能與其他影獸合體，增加戰力。
左拉
聲 - 朴璐美（小時候岩村琴美）（日本）；龍顯蕙（台灣）；曾佩儀（香港）
頭戴著印有骷髏頭標誌的咖啡頭巾，有穿紅皮帶，外型冷艷的女劍士。20歲左右。
和吉羅一起到各地的遺蹟找尋傳說的戰士末裔。父親在隧道發生崩塌時為了救自己而過世。說自己是七名光之戰士的末裔之一，實際上在父親過世時，自己就因為絕望而被黑暗所支配並且為了讓解開黑暗的封印。最後在修封印黑暗時對修露出微笑後便消失。
第二季中本人離開的良心因為多庫托魯而變成普莉菈，於第50話在修的夢中跟修對話。
殺手蝙蝠
聲 - 大塚芳忠（日本）
和左拉一樣使用劍攻擊。是任何狀況都能應付的全能影獸。真面目是左拉身體裡所擁有的黑暗，在黑暗被解封後而現出原型，才可以正常說話。與黑暗決戰時打倒修他們，還把左拉完全吸收進去成為像惡魔的造型，最後被能力更加提升的藍龍擊敗。
諾伊
聲 - 生天目仁美（日本）；龍顯蕙（台灣）；沈小蘭（香港）
第二季登場。高等生命體之一，背叛天界的少年，原為天界七龍之一，擁有能夠復活影獸的能力。不知道什麼理由而背叛高等生命體並且和修他們一起同行。很愛吃甜食。
個性傲嬌而且說話相當自大，很討厭自己被人當成小孩來看待。真面目則是一隻小黑龍，因為能夠和藍龍合體而讓修有能夠對抗高等生命體的力量。在和魯道爾夫的最終戰中覺醒，從小龍變成一隻能力提升的巨龍。最終集後半段中被選為高等生命體的議長並且離開修他們所在的地上。
傑涅拉魯・洛基
聲 - 伊藤健太郎（日本）；夏治世（台灣）；葉振聲（香港）
古蘭王國的將軍。左眼有一道傷痕，是過去被左拉所弄傷的。秘密進行補綴的七頁的研究。因為「世界需要秩序」的理念而跟隨奈那，之後放棄跟隨他而建立薔薇十字軍團。
實際上是七名光之戰士的末裔之一，在與黑暗的決戰後為了統治世界而不停戰鬥著，但被高等生命體的洛妲破壞了自己的首都並且艱苦的生存著。之後秘密潛伏於墜落的加雷翁，並且暗中整軍備武要來與純白旅團開戰。最終決戰時幫助修對抗魯道爾夫。
瓦爾基莉
聲 - 木下紗華（日本）；謝潔貞（香港）
人工作出來的影子。對洛基相當忠心。有著能壓倒修他們的力量，但後來被能力提升的藍龍擊敗。
奧丁
聲 - 伊藤健太郎（日本）；黃天佑（台灣）；梁偉德（香港）
在瓦爾基莉被打敗後所出現，是洛基本來的真正影獸。有著與能力提升的藍龍不相上下的力量，手持「永恆之槍」（Gungnir）來戰鬥。在黑暗被封印後而消滅。後來因為洛妲的力量而復活。
（註：洛基、瓦爾基莉、奧丁皆出自北歐神話）
戴斯洛
聲 - 白鳥哲（日本）；何志威（台灣）；馮錦堂（香港）
奈那的寵物。會模仿所附身的人的腔調，少數正常說話，除非有重要事情本人才會正常說話。實際上是光之戰士末裔的其中一人，能夠操控影獸「密邁拉」。由於自己體型太小所以無法發動影獸之力，因此需要附身在別人身上才能發動。在奈那被打倒後與黛兒芬妮恩一起行動。
第二季中遭到希爾德嘉的攻擊，自己挺身保護黛兒芬妮恩，將密邁拉的力量變強讓希爾德嘉重創而救走黛兒芬妮恩躲到森林裡，對黛兒芬妮恩下達命令要「打倒高等生命體」之類的話。最終決戰時幫助修對抗魯道爾夫。
密邁拉
聲 - 赤城進
合成其他六隻影獸的影獸。可以因為額頭上的裝置，能改變自身屬性而讓攻擊無效化，攻擊招式為重力球，破壞力超強。在黑暗被封印後而消滅。後來因為諾伊的力量而復活。因為戴斯洛為了保護黛兒芬妮恩讓自身的影獸變強，重力球變成許多顆。
黛兒芬妮恩
聲 - 木村亞希子（日本）；錢欣郁（台灣）；謝潔貞→黃玉娟（香港）
古蘭王國的影使者和間諜，年齡20~30歲。受奈那命令而在洛基身旁工作，之後放棄奈那並且背叛洛基。擁有一隻有觸手及三個頭的像是黑龍的影獸。後來因為戴斯洛的附身也能夠發動密邁拉出來。
第二季中因為被吉羅給追殺而在各地到處逃亡。後來以布凱為人質而讓自身的密邁拉能夠被復活，因為看在吉羅份上放過布凱。之後被迎為純白旅團的客人。純白旅團與薔薇十字軍交戰中，純白旅團交代任務是潛入加雷翁調查最深處的秘密房間，遭瑪蒂露妲的影獸能力強制帶往某處而任務失敗。魯道爾夫建立巨大牆壁後偷聽多庫托魯他們所說的情報（假情報）而離開純白旅團，然後詐降給薔薇十字軍把多庫托魯他們的情報提供給洛基，離開薔薇十字軍後遭到希爾德嘉的攻擊被戴斯洛所救，被男子發現帶回村子照顧，醒來後明白戴斯洛的命令就以「打倒高等生命體」為目標。最終決戰時跟吉羅停戰一起幫助修對抗魯道爾夫。
（註：黛兒芬妮恩的日文名字意思聯想到植物中的「翠雀屬」）

### 戈魯昂帝國（古蘭王國）
奈那
聲 - 齋藤志郎（日本）；黃天佑（台灣）；朱子聰（香港）
古蘭王國之王，原本是學者。但後來發現自己擁有密邁拉的「影之力」（實際為自己的寵物戴斯洛所有）因此企圖用影之力征服一切，總是以空中要塞毀滅反抗自己的國家主要地域的同時也研究影之力，有著明顯和人不同的外表，在修一行人首次攻擊來時就表現出其壓倒性的力量。之後與能力上升的修一行人再次對決並且與密邁拉合體而變得更強，但最後被受到同伴的鼓舞、展現出強大力量的修以憤怒一擊給吹飛而亡。
密邁拉
奈那的影獸，紅色身軀長著翅膀的類似惡魔的影獸。
薩保
聲 - 高瀨右光（日本）；何志威（台灣）；梁志達（香港）
對奈那效忠的機器人，對於洛基相當討厭。過去因為受到奈那的命令毀滅吉羅住的村子，所以和吉羅有仇。在修他們攻入古蘭王國時負責阻檔他們，但被憤怒的吉羅打敗而遭破壞。之後以薩保改的身份復活並且再次攻擊吉羅，也與機械四天王沈默的塔烏、混亂的麥伊、熱氣的薩伊、怒濤的蓋斯四台合體來追殺吉羅，但被能力提升的邁諾陶擊敗。第三次再度出現企圖阻礙修一行人但遭布凱擊敗。第二季中已經失去過去在古蘭王國的記憶，而以純白旅團的廚師身分工作著。
伊瓦諾夫
聲 - 武藤正史
古斯塔夫
聲 - 羽多野涉
雙胞胎兄弟，用巧妙的組合攻擊來追殺修他們，後來被藍龍擊敗。
二個影獸（名稱不明）
分別為擅於攻撃：持有劍的紅色影獸，擅於防御為持有盾的藍色影獸。
沙利那斯
聲 - 奧田啓人
在吉普拉魯城周圍就以假裝惡作劇的方式破壞軍事設施的犯人，最後偷取補綴的七頁交給黛兒芬妮恩卻被她所殺。
喬康達・夫人
有著像是拿著傘的貴夫人側影的影獸，實際上臉孔相當可怕。
卓格諾夫
聲 - 赤城進
影黑機動部隊司令，階級為中尉，有著「幸運的卓格諾夫」的稱號，是名喜歡跑到前線作戰的武將。在和修堂堂正正的對決時被修奈德給暗殺掉，而以武將的風範死去，雖然是個敵人但卻給修很大的影響。
巴薩卡
以斧頭攻擊的影獸，力量很強。

#### 獨立遊擊部隊
雷麥瑞
聲 - 三木真一郎
洛基直屬獨立遊擊部隊的影使者且個性相當自戀，也因此把左拉當作對手而與她對決，最後而輸給左拉並在臨終前承認她的力量。
盜火者之子
使用盾牌等各種武器的裝置，會從盾牌發射出附有鐵球的鐵鍊來纏住對手，作出對自己有利的戰況。
基連安
聲 - 土田大
洛基直屬獨立遊撃部隊的影使者且喜歡戴著墨鏡，會和同様擁有鳥型影獸的兩名部下一起從空中攻擊，在艾克史托拉賽文奪回戰中失去部下托托（聲 - 赤城進）和波普（聲 - 花輪英司），之後為了復仇而與左拉戰鬥而戰敗而亡。
報喪鳥妖
黑色的鳥型影獸，擁有高過劍虎的高速度。
辛西亞
聲 - 高口幸子（日本）；郭馨雅（台灣）
獨立遊撃部隊中唯一女性，階級是大尉，由於自稱自己是最美的人。因此還盯上比自己更受士兵歡迎的布凱，不過自己很討厭有人叫自己為「大嬸」、「老太婆」等稱號，後面因為精神增幅裝置而能力提升，但也因此發狂而變得意識不明，最後被修一行人徹底打敗而戰亡。
亞羅威特
聲 - 赤城進
從紅色圓型的身材中，長出像是猛牛的角並且以他強硬的身體作為戰術來戰鬥。

### 薔薇十字軍團
瑟傑・安德洛波夫
声 - 山口勝平（日本）；錢欣郁（台灣）；曹啟謙（香港）
洛基直屬独立遊擊部隊的影使者少年且個性相當酷、沉著冷靜，但遇上克露克的事就會變得格外激動。階級是中尉。主要是支援後方。和修奈德關係不錯。對克露克一見鍾情。
在與黑暗守門人的戰鬥中受了重傷，之後受到克露克的照顧而和她一起居住兩年。因為知道克露克不想再踏入戰場，而一度拒絕和修合作，但為了調停純白旅團和薔薇十字軍團的戰爭而幫助修他們，因為克露克的關係於第二季正式退出薔薇十字軍團。但對洛基的忠誠度仍不變。最終決戰時幫助修對抗魯道爾夫。
精靈之扉
被像是玻璃的東西包覆全身，中心有著像是眼睛的紅球，還擁有四隻手腕的影獸，無法說話（因為沒有嘴巴），屬於綜合能力型的影獸。除攻擊與防禦壁外，特別擅於困住敵人與情報蒐集，也很擅長與他人進行聯合招式。
修奈德
声 - 川田紳司（日本）；何志威（台灣）；李致林（香港）
洛基直屬独立遊擊部隊的影使者。階級為曹長（上士）。自己所住的村子被古蘭王國所摧毀、但因為被洛基看到自己的才能成為獨立遊擊部隊的一員。曾受洛基之託要照顧安德洛波夫，和安德洛波夫關係不錯。在與黑暗守門人的戰鬥險勝後而亡。
伊莎貝爾
背著數隻弓箭的影獸。擅於從後方支援。發射弓箭後，會分裂成無數的弓箭。
蜜昭妲・歐夫・阿爾帕羅茲
声 - 岩村琴美（日本）；龍顯蕙（台灣）；陳琴雲（香港）
出身於薔薇十字軍團首都・阿爾帕羅茲的橘髮女性，常陪伴在洛基身旁，弗雷斯貝魯克的艦長斯。曾經讓黛兒芬妮恩的任務失敗，被她說「這個女人很囂張」。
齊普洛斯（西風之神）
能夠自由操控瞬間移動的兔型影獸。還可以強制對手瞬間移動，此能力有救過洛基、成功阻礙黛兒芬妮恩。
米利阿魯多
声 - 山中真尋
洛基的部下、屬於特攻隊、之後在和純白旅團戰鬥中而亡。
布蘭迪斯
声 - 赤城進
洛基的部下。
阿多米拉魯
声 - 高塚正也
洛基的部下。
拉菲爾
声 - 未詳
女性戰鬥員，洛基的部下。

### 直布羅王國（吉普拉魯王国）
勒茍拉斯
声 - 堀内賢雄（日本）；夏治世（台灣）；李錦綸（香港）
留著金色爆炸頭的男性。能把重要的文書藏在身體內。二年後成為勒茍拉斯親衛隊的領袖（自稱）。
吉普拉魯王
声 - 千田光男
統治吉普拉魯王国的國王。是年紀大且留著鬍鬚的男性。因為受到古蘭王國的空中要塞攻擊而亡。
康拉德・L・羅蘭茲
声 - 宮本充（日本）；何志威（台灣）；陳卓智（香港）
修所尊敬的騎士王。擁有能夠單身和影獸對決的高超戰鬥力。能自在揮動大劍、也能揮出強烈的劍氣。被古蘭王國抓住過、後面被修他們所救、之後集結殘兵而整合一群戰力。第二季時與克雷茲和達奈爾一起旅行、在和修他們再遇後以高等生命體的觀測站為目標要來獲取情報。第44集為了保護修他們而失蹤，最終集中依然生存著。
此角色造型很像《藍龍》遊戲中的「吉普拉魯王」。

### 純白旅團
多庫托魯・塔可夫斯基
声 - 廣田行生（日本）；黃天佑（台灣）；黃子敬（香港）
純白旅團創始人並且指揮整個組織。原是戈魯昂帝國的科學家、有著救過凡米利安的過去。
汎密利安/凡米利安
声 - 竹本英史（日本）；夏治世（台灣）；陳廷軒（香港）
純白旅團菁英騎士團長。金髮金眼。有著和騎士王康拉德匹敵的實力。曾被奈那打倒過後被多庫托魯救。最初反對和修他們見面、後來聽從碧美娜的決定而與她同行。在魯道爾夫攻來時，掩護修他們逃跑最後戰死。
菲力奧索
声 - 鈴木千尋（日本）；蔣鐵城（台灣）；李致林（香港）
相當聰明的銀髮綠眼的菁英騎士，指揮兵器開發班。經常跟隨凡米利安，在只有他們兩個人在時只叫他「汎密利安」。在修他們前往天界時、挺身守住高等生命體的攻擊而被法基諾及希爾德嘉聯手攻擊而亡。
碧美娜
声 - 佐藤利奈（日本）；何璐怡（香港）
擁有預知能力、有著紅眼的少女。多庫托魯・塔可夫斯基的養孫女，在修的夢中向他求救。在預言時知道危機要接近修他們、於是決定離城去見修。本人的真面目是從左拉身上離開的良心轉世、並且因為多庫托魯而變成現在的模樣。
阿魯爾
声 - 間宮康弘（日本）；黃天佑（台灣）
菲力奧索的部下。在與薔薇十字軍團戰鬥時，為了保護菲力奧索而被洛基所殺。

### 天界
魯道爾夫
声 - 小山力也（日本）；黃天佑（台灣）；梁志達（香港）
天界現任評議員議長，天界之城的真面目、影子為金色之龍。對米歇艾爾和露妲下命令。為了強制結束白色旅團和薔薇十字軍團的戰鬥、而在世界上作出將他們分隔的巨大牆壁，同時把瘋狂的米歇艾爾給石化。對於以力量為主來統一感到疑惑、因而出現在修他們面前並且提出兩個選項給他選擇。會進行各種試驗的真正目的就是為了取得讓高等生命體繁榮的資料。真正目的是毀滅人類，最後將巨大牆壁破壞變成隕石群毀滅人類的住處，自身跟天界之城（龍型）合體說自己真正的模樣稱為「凱薩之龍」，後來與修的最後戰鬥中戰敗而亡。
米歇艾爾
声 - 鳥海浩輔（日本）；何志威（台灣）；伍博民（香港）
把修選為「候選人」並暗中給予他一些挑戰。本來的樣子和影子是紅龍。會給與想要力量的人『龍之鱗』來實現他們的願望。在被藍龍所傷後就對修相當執著、因為老是無視命令，瘋狂地介入純白旅團和薔薇十字軍團之間的戰爭，以致在魯道爾夫作出分隔世界的巨大牆壁時被石化。
露妲雷絲
声 - 豐口惠（日本）；郭馨雅（台灣）；陸惠玲（香港）
通稱「露妲」，把洛基選為「候選人」並以他為目標，因為自己判斷時「思考太過激進」而將洛基的首都給破壞掉，回過神時對於破壞洛基的首都感到懊悔。之後又對布凱沒有任何願望而產生少許興趣而把她選為目標，最後反而和布凱變成朋友。真面目和影獸是白龍。
之後因為對人類的同情而受到處罰，但被修他們所救，後來選擇諾伊擔任新議長。
法基諾
声 - 高木涉（日本）；何志威（台灣）；黃榮璋（香港）
經常會吃下大量食物的巨漢（胖子），當魯道爾夫要毀滅人類時開始吃人類。真面目和影獸是粉紅龍。在天界中與和修合體的藍龍戰鬥而戰死。
希爾德嘉
声 - 内田夕夜（男）/ 淺野真澄（女）（日本）；黃天佑 / 龍顯蕙（台灣）；巫哲棋 / 鄭麗麗（香港）
擁有男和女雙重人格，真面目和影獸是雙頭綠龍（左邊的頭是女性、右邊的頭是男性）、起初隱藏實力只呈現獨立的頭、因為手腳和尾巴都很長讓自己的行動範圍相當大。就算是變成人的狀態，手也是很長。另外在和洛妲雷絲戰鬥而陷入危機時、露出被遮掉的另一個頭。最終集中保持中立的立場看著修和魯道爾夫的戰鬥，後來選擇諾伊擔任新議長。

### 其他角色
霍美洛
声 - 森川智之（日本）；黃天佑（台灣）；梁偉德（香港）
擅於變装・催眠術的名情報師。因為對於只傳達情報的工作感到無力、於是拒絕工作、後來被修感化而幫助他們。努力搜尋著額外的七章的情報、最後遭黛兒芬妮恩所殺。但因為諾克的艦長把補綴的七頁的情報傳達給修、而成功完成自己的任務。
蘇/雪兒
声 - 木下紗華（日本）；郭馨雅（台灣）；張頌欣（香港）
霍美洛的妹妹。繼承哥哥霍美洛的意志在背後支援修一行人。現在和吉羅一起行動要來取得情報。和哥哥一樣擅於變裝、所會的護身術也相當多元。本人也會用催眠術來催眠前古蘭王國的諜報員使他套話。在39話救過吉羅。
蓮達
声 - 遠藤綾（日本）；郭馨雅（台灣）；鄭麗麗（香港）
諾伊的初戀情人。對於在自己面前變身成龍的諾伊，雖然害怕但沒有躲起來、在和他道別時，向他說出「謝謝你」的感謝的話。
舒柏特
声 - 青山穣（日本）；黃天佑（台灣）
使用機械兵、攻擊琳達所住村子的強盜。後面被變身龍的諾伊擊敗。
多娜
声 - 上田純子
蕾拉
声 - 岩村琴美
拜訪修他們經過的村子的美女舞孃。因為龍之鱗的力量、而能夠吸收人們所發出的嫉妒之力來保持美麗、後來被瑪魯瑪諾和諾伊合作擊敗。
克雷茲
声 - 木下浩之（日本）；黃天佑（台灣）
和康拉德一起行動的騎士王老人。為了調查世界異變的原因而來到萊巴哈的地下遺跡。第43集中被認為戰死、但在最終集確定還生存著。
達奈爾
声 - 甲斐田裕子（日本）；郭馨雅（台灣）
克雷茲所雇的情報師。第43集中在龍群攻來時被認為要保護克雷茲而亡、但在最終集確認還生存著。

## 兵器
影黑壹式
雖然是機器人、但卻能夠叫出影獸來攻擊。利用孩子們的能量來運作。
影黑貳式
壹式的改良型。同樣影獸的實力也增強。
影黑参式
影黑系列的完成型。雖然沒辦法叫出影獸、但卻擁有與影獸匹敵的戰鬥力。也有會因為奈米機器而不斷復活的影黑参式改。另外、從參式以後的機型也能在空中移動。
影黑四式
影黑系列最新型。到参式都是全自動型、四式則是能夠讓士兵穿著變成像是強化服的類型。中間能夠有人進入操控來戰鬥。最初由薔薇十字軍團軍使用、之後成為勒茍拉斯親衛隊的主力。另外還有藍色的修専用機、能夠拿來破壞六式。
影黑六式
薔薇十字軍團軍主力的影黑最新型。其壓倒性的能力讓勒茍拉斯親衛隊陷入苦戰。
加雷翁
奈那所搭乘與遊戲版一樣的移動空中要塞。擁有強大的武力、要塞下半部也擁有一個能消滅一国威力的大砲。後來修的憤怒的一擊打倒奈那使加雷翁墜落。第二季中被新生薔薇十字軍團佔領為臨時據點（洛基在這裡隱居暗中整軍備武）來秘密開發兵器、開發斯萊布尼爾、建造弗雷史貝魯克，後來因為啟動弗雷史貝魯克而崩潰。
飛行戰艦
古蘭王國軍、薩巴魯軍、薔薇十字軍團軍所用的戰鬥用飛空艇。第二季中成為薔薇十字軍團軍的主力、第1話中也像是旗艦的身分登場。
諾古
古蘭王國的老戰艦。擁有艦長（声 - 赤城進）、副長（声 - 鐵野正豊）、機關長（声 - 御園行洋）和機械兵等戰力。因為黛爾芬妮恩有搭乘過、為了消滅證據而被她給破壞掉。之後被霍美洛所救，為了報恩而告訴修他們補綴的七頁的下落。
洛基專用飛行戰艦
第一季中洛基使用的飛行戰艦。全身為紅色。擁有援護射擊等各種活躍的表現、後來在黑暗中被一堆暗影包圍而自爆犧牲。
滅影能量砲
純白旅團擁有，對付影獸的巨大移動砲座。雖然擁有打倒高等生命體的威力但也有機動性的問題。通稱為『鐵烏龜』。也有和這個一模一樣的『對影砲』的存在。
斯萊布尼爾
新生薔薇十字軍團所開發，比影黑參式更強的機器人兵器。搭配有能駕駛一般戰機的性能並且可由少數駕駛員以腦波操控大量無人機的系統。會從五隻像是尾巴的東西發射出光束
（註：斯萊布尼爾出自北歐神話）
對影用火箭砲
能夠手持且只有一發彈藥的對付影獸用兵器。雖然威力比滅影能量砲還弱（只有8分之1）但仍有把劍虎的手腕轟掉的威力。
純白旅團旗艦
純白旅團專用飛空艇。有普莉拉的專用房間。
戰鬥機（純白旅團）
純白旅團的戰鬥機。擁有攻擊力和速度。也搭配有對影用火箭砲。
弗雷史貝魯克
新生薔薇十字軍團所有的巨大戰艦。搭配有斯萊布尼爾並且裝備有世界樹巨砲。
世界樹巨砲
新生薔薇十字軍團所持有的巨大能源砲。威力有著與加雷翁一樣可怕的破壞力。

## 国・組織・地名
古蘭王國
以奈那為王的軍事国家。因為擁有以人工作出來的影獸技術、所以擁有壓倒性的軍力。之後在奈那被打倒後就滅亡。又譯「戈魯昂帝國」。
吉普拉魯王国由吉普拉魯王統治的国家。是個城堡都市、擁有以叫作海克薩斯其魯金屬所作的堅固城牆、在過去兩百年間都未被攻破。但之後被加雷翁的大砲給毀滅。擁有由康拉德所率領的近衛騎士團，和被叫作賽普洛古斯的火槍兵部隊。又譯「直布羅王國」。
薔薇十字軍團
古蘭王國滅亡後，洛基所創立的組織。目的則是要為世界帶來秩序。
阿爾巴羅茲
薔薇十字軍團首都。其後被洛妲雷絲給破壞。
珂琳
用情報來貿易的城鎮。
薩帕魯
古蘭王國的原同盟国。經常受到他們的軍事援助，但因為不同意古蘭王國要征服世界的思想而與其同盟破裂。
拉庫利瑪
由長著翅膀的人（聯想到天使）所住的国家。被古蘭王國的空中要塞加雷翁給毀滅。
布拉帝森林
擁有惡魔和令人害怕的烏魯巴庫、是個充滿危險怪物的危險地帶。
卡斯提羅戴拉提斯塔
古蘭王國的基地。
阿魯卡茲收容所
接近卡斯提羅戴拉提斯塔的收容所。康拉德曾被抓到這裡。
純白旅團
由塔魯科夫斯基所創立的組織。目的是要排除所有的影獸、實際上以普莉拉的預言來行動。
尼魯瓦那
白色旅團根據地。第二季開頭動畫所出現的城市（為白色旅團兩名成員背後的背景）。
萊巴哈
宗教都市且相當有歷史。地下擁有龍的神殿（天界的觀測站）。但後面被法基諾及希爾德嘉的破壞讓城市一夜間被毀滅。
奈斯特
根據康拉德一行人所說、是個被瀑布包圍、在另一邊則是充滿花田的神殿、有個被認為是古代人所做的黃金小石碑。那裡刻有祖梅的地點。
法尼塔溫
修他們旅行時所經過的街。街上擁有以美女大姐姐所賣的驚奇蛋糕（能從蛋糕中跑出人）為話題的蛋糕店。
薩巴蘭其耶
美食之街、擁有許多的料理高手和美食家。但被法基諾使用龍之鱗控制當地的嚮導得到影獸力量而破壞。
阿塔魯村
薔薇十字軍團為了破壞世界之壁而占據的村子。世界樹巨砲會造成週遭被破壞，所以讓村民想要逃難、但最後被修所救而免被於被毀滅。
摩雅
希爾德嘉給與修他們試鍊的街。街道相當美麗，除了有一座會發出紅煙並把旅客當作囚犯逮捕並且強制他們工作的工廠，最後因為被修他們解放，讓他們對摩雅發動戰爭。
祖梅
諾伊和康拉德他們所去的神殿、位於充滿瓦礫和火山帶的荒廢地方。在神殿最深部、有著過去和高等生命體見面並且能前往天界的道路。另外在那裡有個像是質量投射器的機械、搭乘這個就能前往天界的神殿。在那裡也有許多的龍在那裡沉睡著、只要讓牠們醒過來就會前來攻擊。
弗爾肯瀑布
布凱和瑪魯瑪諾根據普莉拉的預言所到的地方。四周有瀑布，另一邊則是一座花田，那邊也是能夠拯救克露克的所在地。
凱札史貝魯多/天界之城
高等生命体的據點、有防禦系統（戰機）、有著到天界之城的路，在那裡有許多的龍，也是一個能夠依據魯道爾夫的意思而改變成龍型的移動要塞，天界之城原本模樣已經崩潰。據說天界之城（龍型）是魯道爾夫的真正模樣。最後魯道爾夫戰死而天界之城（龍型）跟著一起毀滅。

## 用語
影獸
從人的影子出現的異形。能夠加以操控牠們的人被叫作影使者。過去被認為是七名光之戰士才有的特殊能力。誰都可能會用出來，但在日蝕時出生的人，最能夠有這種能力。但因為奈那的裝置，而能夠用人工的方式製造出來。
有像藍龍那樣擁有自我意識，但也有什麼都沒有的影獸。
黑暗
過去被「七名光之戦士」封印。在奈那被打倒後，經由左拉的手給解開三十五萬年的封印並且開始吞食這個世界。接觸黑暗的人會從內部被侵蝕消滅掉。
黑暗勢力
從黑暗出現的影獸都被叫作暗影。雖然一擊就能打倒，但攻撃力相當高，還會集體攻擊。有將人吞食進去變成暗影的能力。有少數的暗影擁有比能力提升的影獸更強的能力。
創始之書
寫有拯救世界的戰士們的神話的世界最古老的書。也有製作數個手抄本。
補綴的七頁
和「創始之書」原本一起存在的最後的七頁。在這七頁中擁有讓影獸能力提升的方法並且全部加以暗號化。
精神增幅裝置
通稱增幅裝置。可以讓影獸能力提升，但持續使用會讓身心都陷於瘋狂。
高等生命体
天界的居民，他們本來樣子都是龍，自稱為「全宇宙生物的主宰」。會尋找『候選人』來加以試鍊。在本作中並沒有描述他們的原型是外星人，但他們從以前就守護著地球並且在光與黑暗的戰鬥時就開始介入。日文漢字表示為「上位生命体」。
候選人
由高等生命体尋找作為影使者的下界代表。因此讓他們以修、洛基、克露克等七名光之戰士為目標。
龍之鱗
會進入對象的體內，給予各種力量的物品。也能夠生出使用者的分身。
神喻儀式
由純白旅團的巫女普莉拉，進行未來的預言（神喻）時的儀式。神喻也因為可由普莉拉和電腦連動預測對方未來的正確動向而成為一套情報系統。
情報師
受到請求給予各種情報的工作人員。霍美洛和蘇則被說是裡面最高等的情報師。
騎士王
騎士的最高位階。他国也擁有各種騎士王。
普留那古托
純白旅團製作的對影用大劍。只要解除限制，就能夠發揮出對抗高等生命体的攻擊的威力。
飛龍
高等生命體，創造的生物，具有極高的移動速度。
巨大的飛龍
有五種，具有比飛龍還要強大的戰鬥力。

## 劇情相關
1.藍龍第2季的副標題
有關藍龍第2季天界的七龍的意思指高等生命體（龍）有七個，目前的高等生命體有六個了。據說第七個高等生命體（龍）是修的影獸藍龍，藍龍第1季第50集中黑暗（殺手蝙蝠）對藍龍說他遠古以前是「破壞神」。藍龍第2季第46集、最終集中諾伊說「藍龍是我們要尋找的最後一位成員」、天界之城的塔稱為「七龍之塔」、「天界之城的塔有七座，其中一座塔是空的」，藍龍第2季第46集、最終集中諾伊回想著天界之城有藍龍的身影。
2.遠古人類與高等生命體的接觸
高等生命體在遠古時期接觸過人類，不過本作沒描述遠古時期的人類跟哪一個高等生命體接觸。

## 工作人員
- 原案：坂口博信
- 角色原案：鳥山明
- 系列構成：大和屋暁
- 角色設定：二宮常雄
- 道具設定：大畑晃一、宮脇謙史
- 美術監督：谷村心一
- 美術設定：東潤一→児玉陽平
- 色彩設計：いわみみか
- 攝影監督：松本敦穂
- 音樂：植松伸夫、大橋恵
- 音響監督：高桑一
- 音樂製作人：渡辺隆
- 製作人：東不可止、稗田晋、萩野賢、足立聡史
- 動畫製作：津野竜之輔
- 導演：福島宏之
- 製作：東京電視台、Studio Pierrot

## 主題曲

### 第1季
- 片頭曲：

1. 『FRIEND』（第1話～第26話）
歌・作詞：橘慶太、作曲：T2ya、編曲：Koma2 Kaz
2. 『ムネニキボウヲ』（第27話～第51話）
歌・作詞：遼花、作曲：遼花・溝口和彦、編曲：溝口和彦

- 片尾曲：

1. 『Fly So High』（第1話～第16話）
歌：山田優、作詞：TIGER、作曲・編曲：FLYING GRIND
2. 『Kokoro』（第17話～第26話）
歌：SS501、作詞：SPIN、作曲：本間昭光、編曲：中村太和
3. 『Hana』（第27話～第36話）DVD為（第27話~第38話）
歌・作詞：光岡昌美、作曲・編曲：田中直
4. 『セピア』（第37話～第51話）DVD為（39話~第51話）
歌：D-51、作詞：吉田安英、作曲：Kiichi、編曲：清水信之

### 第2季
- 片頭曲：

1. 『光指引的方向』（光の指す方へ 第1話～第26話）
歌・編曲：JiLL-Decoy association、作詞：chihiRo、作曲：kubota
2. 『青い未來』（第27話～第51話）
歌：渡り廊下走り隊、作詞：秋元康

- 片尾曲：

1. 『蕾』（第1話～第16話）
歌：JiLL-Decoy association、作詞：chihiRo、作曲：Jin Nakamura、編曲：Jin Nakamura・JiLL-Decoy association
2. 『Sunnyday』（第17話～第26話）
歌・作詞：Lead、作曲・編曲：本山清治
3. 『イ～じゃナイ!?』（第27話～第39話）
歌：下川みくに（下川美娜）、作詞：Shoko、作曲・編曲：藤澤慶昌
4. 『蕾～tsubomi～』（第40話～第51話）
歌：下川みくに（下川美娜）、作詞：Shoko、作曲・編曲：藤澤慶昌

### 香港版
粵語主題曲
- 第一季：主題曲『奇幻旅程』
  - 作曲：梁弋文，填詞：鄭櫻綸，編曲：葉肇中，監製：鄧智偉，主唱：王祖藍
- 第二季 天界的七龍：主題曲『光的希冀』
  - 作・編曲：葉肇中，填詞：宋沛言，監製：鄧智偉，主唱：陳康健

## 各話列表
| 話數            | 日文標題 | 中文標題           | 劇本     | 分鏡                        | 演出           | 作画監督                            |      |
| 藍龍            | 藍龍     | 藍龍               | 藍龍     | 藍龍                        | 藍龍           | 藍龍                                | 藍龍 |
| --------------- | -------- | ------------------ | -------- | --------------------------- | -------------- | ----------------------------------- | ---- |
| 1               |          | 影子、發動         | 大和屋暁 | 福島宏之                    | 福島宏之       | 二宮常雄                            |      |
| 2               |          | 藍色之力           | 大和屋暁 | 今千秋                      | 今千秋         | 大竹紀子                            |      |
| 3               |          | 修和吉羅           | 大和屋暁 | 松本マサユキ                | 松本マサユキ   | Kim Sang Yeop                       |      |
| 4               |          | 小褲褲是最後的王牌 | 大和屋暁 | サトウ光敏                  | サトウ光敏     | 窪詔之                              |      |
| 5               |          | 洛基將軍           | 大和屋暁 | 福島宏之                    | 清水明         | 南伸一郎                            |      |
| 6               |          | 軟綿綿的觸感       | 大和屋暁 | 今千秋                      | 浅見松雄       | 西城隆詞                            |      |
| 7               |          | 貴婦人的陷阱       | 大和屋暁 | サトウ光敏                  | 堀内直樹       | 安藤幹彦                            |      |
| 8               |          | 騎士王             | 大和屋暁 | 石平信司                    | 土屋浩幸       | 辻美也子                            |      |
| 9               |          | 求婚大作戰         | 大和屋暁 | 松本マサユキ                | 松本マサユキ   | Kim Sang Yeop                       |      |
| 10              |          | 洛基、來襲         | 大和屋暁 | 有澤興二                    | 清水明         | 大竹紀子                            |      |
| 11              |          | 突破重圍           | 大和屋暁 | 有澤興二                    | 剛田隼人       | 南伸一郎                            |      |
| 12              |          | 卓格諾夫特攻部隊   | 千葉克彦 | 阿部雅司                    | 浅見松雄       | 小野田貴之                          |      |
| 13              |          | 潛入               | 下山健人 | サトウ光敏                  | サトウ光敏     | 小田真弓                            |      |
| 14              |          | 克露克的願望       | 浦沢義雄 | 原田浩                      | ヤマトナオミチ | 辻美也子                            |      |
| 15              |          | 希望的指針         | 大和屋暁 | 松本マサユキ                | 西村博昭       | Seo Kum Sook Baek Sung Chan         |      |
| 16              |          | 創始之書           | 大和屋暁 | 秋津南                      | 堀内直樹       | 菅原浩喜                            |      |
| 17              |          | 霍美洛已死         | 千葉克彦 | 福島宏之                    | 土屋浩幸       | 大竹紀子                            |      |
| 18              |          | 愛之影             | 浦沢義雄 | 原田浩                      | 清水明         | 小野田貴之                          |      |
| 19              |          | 遺跡之謎           | 大和屋暁 | 原田浩                      | 剛田隼人       | 南伸一郎                            |      |
| 20              |          | 被囚禁的騎士       | 下山健人 | サトウ光敏                  | サトウ光敏     | 大竹紀子 二宮常雄 安藤幹彦 小栗寛子 |      |
| 21              |          | 追蹤・情報師       | 大和屋暁 | 松本マサユキ イワナガアキラ | 西村博昭       | Seo Kum Sook Baek Sung Chan         |      |
| 22              |          | 辛西亞的嫉妒       | 浦沢義雄 | 小林孝志                    | 堀内直樹       | 菅原浩喜                            |      |
| 23              |          | 前往蒼穹           | 千葉克彦 | 福島宏之                    | 清水明         | 辻美也子                            |      |
| 24              |          | 惡魔的追撃         | 千葉克彦 | 原田浩                      | 剛田隼人       | 小野田貴之                          |      |
| 25              |          | 對抗獨立遊撃隊     | 大和屋暁 | 原田浩                      | 土屋浩幸       | 南伸一郎                            |      |
| 26              |          | 瘋狂的辛西亞       | 大和屋暁 | 阿部雅司                    | サトウ光敏     | 大竹紀子                            |      |
| 27              |          | 前往洛基的船       | 下山健人 | 秋津南                      | 堀内直樹       | 菅原浩喜                            |      |
| 28              |          | 秘密潛入           | 下山健人 | 福島宏之                    | 福島宏之       | 杉藤さゆり 小田真弓                 |      |
| 29              |          | 最初的七頁         | 大和屋暁 | イワナガアキラ              | 西村博昭       | Baek Sung Chan                      |      |
| 30              |          | 闇之龍             | 千葉克彦 | 阿部雅史 福島宏之           | 清水明         | 辻美也子                            |      |
| 31              |          | 強者               | 下山健人 | 原田浩                      | 剛田隼人       | 小野田貴之                          |      |
| 32              |          | 影使者的弟子       | 浦沢義雄 | サトウ光敏                  | サトウ光敏     | 窪詔之                              |      |
| 33              |          | 內褲天国           | 浦沢義雄 | 秋津南                      | 堀内直樹       | 菅原浩喜                            |      |
| 34              |          | 再會吉連安         | 大和屋暁 | 須間雅人                    | 土屋浩幸       | 大竹紀子                            |      |
| 35              |          | 發光河馬           | 千葉克彦 | イワナガアキラ              | 西村博昭       | Beak Sung Chan                      |      |
| 36              |          | 秘密突襲           | 浦沢義雄 | 原田浩                      | 清水明         | 中島美子 谷口守泰                   |      |
| 37              |          | 決戰・空中要塞     | 大和屋暁 | 阿部雅司                    | 剛田隼人       | 小野田貴之                          |      |
| 38              |          | 最後之戰           | 大和屋暁 | 福島宏之                    | 福島宏之       | 辻美也子                            |      |
| 39              |          | 凱旋               | 下山健人 | 秋津南                      | 堀内直樹       | 菅原浩喜                            |      |
| 40              |          | 薔薇十字軍團       | 千葉克彦 | 原田浩                      | サトウ光敏     | 窪詔之                              |      |
| 41              |          | 籠中的小鳥         | 大和屋暁 | イワナガアキラ              | 西村博昭       | Baek Sung Chan                      |      |
| 42              |          | 覺醒               | 浦沢義雄 | 須間雅人                    | 清水明         | 大竹紀子                            |      |
| 43              |          | 七名光之戰士       | 下山健人 | 石平信司                    | 剛田隼人       | 小野田貴之                          |      |
| 44              |          | 真實               | 千葉克彦 | 原田浩                      | 土屋浩幸       | 中島美子 谷口守泰                   |      |
| 45              |          | 信念               | 大和屋暁 | 秋津南                      | 堀内直樹       | 菅原浩喜                            |      |
| 46              |          | 爭執               | 千葉克彦 | 阿部雅司                    | サトウ光敏     | 辻美也子                            |      |
| 47              |          | 前往黑暗之中       | 浦沢義雄 | 原田浩                      | 西村博昭       | Baek Sung Chan                      |      |
| 48              |          | 二個誓言           | 下山健人 | 石平信司                    | 清水明         | 窪詔之                              |      |
| 49              |          | 左拉               | 大和屋暁 | 秋津南                      | 剛田隼人       | 小田真弓                            |      |
| 50              |          | 牽絆               | 大和屋暁 | 内藤明吾                    | 土屋浩幸       | 中島美子 谷口守泰                   |      |
| 51              |          | 修                 | 大和屋暁 | 福島宏之                    | サトウ光敏     | 大竹紀子                            |      |
| 藍龍 天界的七龍 |          |                    |          |                             |                |                                     |      |
| 1               |          | 紅龍               | 大和屋曉 | 福島宏之                    | 福島宏之       | 辻美也子                            |      |
| 2               |          | 諾伊               | 大和屋曉 | 石平信司                    | 清水明         | 山本佐和子                          |      |
| 3               |          | 男子漢的勝負       | 大和屋曉 | 秋津南                      | 堀内直樹       | 菅原浩喜 川口弘明                   |      |
| 4               |          | 欲望之鱗           | 千葉克彦 | 原田浩                      | ヤマトナオミチ | 窪詔之                              |      |
| 5               |          | 腐朽的金字塔       | 浦澤義雄 | 平井義通                    | 平井義通       | Baek Sung Chan                      |      |
| 6               |          | 各自的道路         | 大和屋暁 | サトウ光敏                  | サトウ光敏     | 谷口守泰 中島美子                   |      |
| 7               |          | 初戀               | 浦沢義雄 | 原田浩                      | 剛田隼人       | 小田真弓 二宮常雄                   |      |
| 8               |          | 她的選擇           | 千葉克彦 | 佐藤拓哉                    | 土屋浩幸       | 辻美也子                            |      |
| 9               |          | 愛之舞             | 下山健人 | 秋津南                      | 堀内直樹       | 菅原浩喜 川口弘明                   |      |
| 10              |          | 波濤洶湧的危機     | 大和屋暁 | 石平信司                    | 清水明         | 谷口守泰 杉藤さゆり                 |      |
| 11              |          | 米歇艾爾           | 千葉克彦 | 平井義通                    | 平井義通       | Baek Sung Chan                      |      |
| 12              |          | 諾伊的決定         | 千葉克彦 | 福島宏之                    | ヤマトナオミチ | 甲田正行 窪詔之                     |      |
| 13              |          | 白色旅團           | 大和屋暁 | サトウ光敏                  | サトウ光敏     | 辻美也子                            |      |
| 14              |          | 指引的少女         | 大和屋暁 | 原田浩                      | 剛田隼人       | 安藤幹彦 小管洋                     |      |
| 15              |          | 詭異的幻覺         | 浦沢義雄 | 秋津南                      | 堀内直樹       | 菅原浩喜                            |      |
| 16              |          | 潛入尼爾瓦娜城     | 大和屋暁 | 原田浩                      | 土屋浩幸       | 門智昭                              |      |
| 17              |          | 布凱的願望         | 浦沢義雄 | 秋津南                      | 平井義通       | Baek Sung Chan                      |      |
| 18              |          | 龍之城             | 千葉克彦 | 福島宏之                    | 清水明         | 小田真弓                            |      |
| 19              |          | 沉睡在地底的秘密   | 千葉克彦 | 石平信司                    | 剛田隼人       | 小野田貴之                          |      |
| 20              |          | 洛妲和諾伊         | 大和屋暁 | サトウ光敏                  | サトウ光敏     | 甲田正行 窪詔之                     |      |
| 21              |          | 全新的龍           | 大和屋暁 | 福島宏之                    | 土屋浩幸       | 辻美也子                            |      |
| 22              |          | 變身河馬俠         | 千葉克彦 | 秋津南                      | 堀内直樹       | 菅原浩喜                            |      |
| 23              |          | 貴婦的呢喃         | 浦沢義雄 | 原田浩                      | 佐々木真哉     | Baek SungChan                       |      |
| 24              |          | 亡者的歸來         | 大和屋暁 | 石平信司                    | 清水明         | 門智昭                              |      |
| 25              |          | 無法傳達的聲音     | 下山健人 | 原田浩                      | 剛田隼人       | 小野田貴之                          |      |
| 26              |          | 她的願望           | 千葉克彦 | サトウ光敏                  | サトウ光敏     | 甲田正行                            |      |
| 27              |          | 開戰               | 大和屋暁 | 岩永彰                      | 土屋浩幸       | 辻美也子                            |      |
| 28              |          | 斯萊因布尼爾飛翔   | 大和屋暁 | 秋津南                      | 堀内直樹       | 川口弘明                            |      |
| 29              |          | 神喻之力           | 大和屋暁 | 福島宏之                    | 福島宏之       | 門智昭                              |      |
| 30              |          | 被分開的世界       | 大和屋暁 | 赤坂三十郎                  | 佐々木真哉     | Baek SungChan Seo NumSoot           |      |
| 31              |          | 騎士和少女         | 大和屋暁 | 原田浩                      | 清水明         | 小田真弓 金子誠                     |      |
| 32              |          | 美食之都           | 浦沢義雄 | 赤坂三十郎                  | 合田隼人       | 小野田貴之                          |      |
| 33              |          | 瑪蒂露妲出撃       | 下山健人 | サトウ光敏                  | サトウ光敏     | 甲田正行                            |      |
| 34              |          | 虛偽的笑容         | 浦沢義雄 | 原田浩                      | 堀内直樹       | 川口弘明                            |      |
| 35              |          | 最後的試練         | 大和屋暁 | 福島宏之                    | 福島宏之       | 辻美也子                            |      |
| 36              |          | 決定的時刻         | 大和屋暁 | 石平信司                    | 土屋浩幸       | 門智昭                              |      |
| 37              |          | 汎密利安           | 大和屋暁 | 大畑晃一                    | 剛田隼人       | 小野田貴之                          |      |
| 38              |          | 美麗的世界         | 浦沢義雄 | 石平信司                    | 佐々木真哉     | Seo NumSoot Heo HyeJung             |      |
| 39              |          | 復甦的力量         | 川端信也 | 大畑晃一                    | 清水明         | 二宮常雄 門智昭                     |      |
| 40              |          | 消失的神殿         | 下山健人 | 原田浩                      | サトウ光敏     | 甲田正行                            |      |
| 41              |          | 花園               | 浦沢義雄 | 赤坂三十郎                  | 堀内直樹       | 山口弘明                            |      |
| 42              |          | 吃飽飽的危機       | 大和屋暁 | 原田浩                      | 土屋浩幸       | 安藤幹彦 波間田正俊                 |      |
| 43              |          | 祖梅攻防戰         | 川端信也 | 福島宏之                    | 福島宏之       | 辻美也子                            |      |
| 44              |          | 飛向天空           | 川端信也 | 石平信司                    | 剛田隼人       | 小野田貴之                          |      |
| 45              |          | 高等生命體         | 大和屋暁 | 大畑晃一                    | 清水明         | 門智昭 金子誠                       |      |
| 46              |          | 天界之城           | 大和屋暁 | 中村謙一郎                  | 佐々木真哉     | Seo KumSook Heo HyeJung             |      |
| 47              |          | 洛妲               | 浦沢義雄 | 原田浩                      | 堀内直樹       | 川口弘明                            |      |
| 48              |          | 最後的決戰         | 大和屋暁 | サトウ光敏                  | サトウ光敏     | 甲田正行                            |      |
| 49              |          | 凱薩之龍           | 大和屋暁 | 大畑晃一                    | 土屋浩幸       | 小田真弓                            |      |
| 50              |          | 記憶               | 大和屋暁 | 赤坂三十郎                  | 剛田隼人       | 辻美也子                            |      |
| 51              |          | 青空               | 大和屋暁 | 福島宏之                    | 福島宏之       | 波間田正俊                          |      |

## 播放电视台

### 日本国内
| 播放地区       | 播放电视台     | 播放日期                      | 播放时间                   | 播放联播网         | 备注                       |
| 第1季          | 第1季          | 第1季                         | 第1季                      | 第1季              | 第1季                      |
| -------------- | -------------- | ----------------------------- | -------------------------- | ------------------ | -------------------------- |
| 关东地区       | 东京电视台     | 2007年4月7日 - 2008年3月29日  | 星期六 9时00分 - 9时30分   | 东京电视网         | 制作局                     |
| 大阪府         | 大阪电视台     | 2007年4月7日 - 2008年3月29日  | 星期六 9时00分 - 9时30分   | 东京电视网         |                            |
| 爱知县         | 爱知电视台     | 2007年4月7日 - 2008年3月29日  | 星期六 9时00分 - 9时30分   | 东京电视网         |                            |
| 北海道         | 北海道电视台   | 2007年4月7日 - 2008年3月29日  | 星期六 9时00分 - 9时30分   | 东京电视网         |                            |
| 冈山县、香川县 | 瀨戶內電視台   | 2007年4月11日 - 2008年4月2日  | 星期三 7时30分 - 8时00分   | 东京电视网         |                            |
| 日本全域       | BS JAPAN       | 2007年4月13日 - 2008年4月4日  | 星期五 18时30分 - 19时00分 | 东京电视网         | 附带字幕                   |
| 福冈县         | TVQ九州放送    | 2007年4月14日 - 2008年4月5日  | 星期六 7时00分 - 7时30分   | 东京电视网         |                            |
| 长崎县         | 长崎放送       | 2007年4月15日 - 2008年4月6日  | 星期日 10时30分 - 11时00分 | 日本新聞網         |                            |
| 新潟县         | 新潟電視台21   | 2007年4月15日 - 2008年4月20日 | 星期日 6时30分 - 7时00分   | 全日本新闻网       |                            |
| 宫城县         | 東日本放送     | 2007年4月16日 - 2008年4月21日 | 星期一 16时24分 - 16时54分 | 全日本新闻网       |                            |
| 福岛县         | 福岛中央电视台 | 2007年4月17日 - 2008年4月2日  | 星期二 16时22分 - 16时50分 | 日本電視網協議會   |                            |
| 高知县         | 高知电视台     | 2007年4月17日 - 2008年4月15日 | 星期二 16时24分 - 16时54分 | 日本新聞網         |                            |
| 青森县         | 青森朝日放送   | 2007年4月18日 - 2008年4月23日 | 星期三 16时00分 - 16时30分 | 全日本新闻网       |                            |
| 大分县         | 大分朝日放送   | 2007年4月18日 - 2008年4月23日 | 星期三 16时24分 - 16时54分 | 全日本新闻网       |                            |
| 山形县         | 山形电视台     | 2007年4月19日 - 2008年4月10日 | 星期四 16时25分 - 16时55分 | 全日本新闻网       |                            |
| 秋田县         | 秋田朝日放送   | 2007年4月19日 - 2008年4月24日 | 星期四 16时00分 - 16时30分 | 全日本新闻网       |                            |
| 冲绳县         | 琉球朝日放送   | 2007年4月21日 - 2008年4月26日 | 星期六 6时30分 - 7时00分   | 全日本新闻网       |                            |
| 广岛县         | 廣島HOME電視台 | 2007年4月21日 - 2008年4月26日 | 星期六 7时00分 - 7时30分   | 全日本新闻网       |                            |
| 石川县         | 北陸朝日放送   | 2007年4月22日 - 2008年4月27日 | 星期日 6时30分 - 7时00分   | 全日本新闻网       |                            |
| 鸟取县、岛根县 | 日本海電視台   | 2007年5月1日 - 2008年4月29日  | 星期二 15时55分 - 16时24分 | 日本電視網協議會   |                            |
| 岩手县         | 岩手可愛電視台 | 2007年5月2日 - 2008年4月30日  | 星期三 17时24分 - 17时54分 | 富士電視網         |                            |
| 静冈县         | 静冈电视台     | 2007年5月5日 - 2008年5月17日  | 星期六 11时00分 - 11时30分 | 富士電視網         |                            |
| 熊本县         | 熊本朝日放送   | 2007年5月6日 - 2008年5月4日   | 星期日 6时30分 - 7时00分   | 全日本新闻网       |                            |
| 长野县         | 長野放送       | 2007年5月9日 - 2008年5月7日   | 星期三 15时30分 - 16时00分 | 富士電視網         |                            |
| 爱媛县         | 南海放送       | 2007年5月14日 - 2008年5月19日 | 星期一 16时21分 - 16时50分 | 日本電視網協議會   |                            |
| 日本全域       | AT-X           | 2007年5月30日 - 2008年5月14日 | 星期三 10时00分 - 10时30分 | CS卫星广播         | 有重播                     |
| 日本全域       | Kids Station   | 2008年4月3日 - 2009年4月9日   | 星期四 7时30分 - 8时00分   |                    |                            |
| 滋贺县         | 琵琶湖放送     | 2008年4月24日 - 2009年4月16日 | 星期四 5时40分 - 6时10分   | 全国独立放送協議会 |                            |
| 第2季          |                |                               |                            |                    |                            |
| 关东地区       | 东京电视台     | 2008年4月5日 - 2009年3月28日  | 星期六 9时00分 - 9时30分   | 东京电视网         | 制作局 （3局同時字幕放送） |
| 大阪府         | 大阪电视台     | 2008年4月5日 - 2009年3月28日  | 星期六 9时00分 - 9时30分   | 东京电视网         |                            |
| 爱知县         | 爱知电视台     | 2008年4月5日 - 2009年3月28日  | 星期六 9时00分 - 9时30分   | 东京电视网         |                            |
| 冈山县、香川县 | 瀨戶內電視台   | 2008年4月9日 - 2009年4月1日   | 星期三 7时30分 - 8时00分   | 东京电视网         |                            |
| 日本全域       | BS JAPAN       | 2008年4月11日 - 2009年4月3日  | 星期五 18时30分 - 19时00分 | 东京电视网         | 字幕放送                   |
| 福冈县         | TVQ九州放送    | 2008年4月12日 - 2009年4月4日  | 星期六 7时00分 - 7时30分   | 东京电视网         |                            |
| 北海道         | 北海道电视台   | 2008年4月13日 - 2009年4月5日  | 星期日 10时30分 - 11时00分 | 东京电视网         |                            |
| 山形县         | 山形电视台     | 2008年4月17日 - 2009年4月9日  | 星期四 16时25分 - 16时55分 | 全日本新闻网       |                            |
| 日本全域       | AT-X           | 2008年5月21日 - 2009年5月13日 | 星期三 10时00分 - 10时30分 | CS卫星广播         | 有重播                     |
| 爱媛县         | 南海放送       | 2008年5月26日 - 2009年5月18日 | 星期一 16时21分 - 16时50分 | 日本電視網協議會   |                            |
| 日本全域       | Kids Station   | 2009年4月16日 - 2010年4月8日  | 星期四 7时30分 - 8时00分   | CS卫星广播         | 有重播                     |
| 滋贺县         | 琵琶湖放送     | 2009年4月23日 - 2010年4月8日  | 星期四 5时40分 - 6时10分   | 全国独立放送協議会 |                            |

### 日本国外
| 播放地区 | 播放电视台      | 播放日期                      | 播放时间                      | 備考           |
| 第一季   | 第一季          | 第一季                        | 第一季                        | 第一季         |
| -------- | --------------- | ----------------------------- | ----------------------------- | -------------- |
| 香港     | 翡翠台          | 2008年12月14日－2009年7月12日 | 星期日 10时00分－10时55分     |                |
| 香港     | J2              | 2011年4月1日－6月13日         | 星期一至五 21时30分－22时00分 |                |
| 香港     | Animax Asia     | 2014年2月24日－5月5日         | 星期一至五 22时00分－22时30分 |                |
| 台湾     | Cartoon Network | 2008年11月7日－2009年1月16日  | 星期一至五 19时00分－19时30分 |                |
| 台湾     | Animax Asia     | 2013年10月4日－12月6日        | 星期一至日 18时30分－19时00分 |                |
| 台湾     | Animax Asia HD  | 2015年2月26日－4月17日        | 星期一至日 18时30分－19时00分 |                |
| 第二季   |                 |                               |                               |                |
| 香港     | 翡翠台          | 2010年6月13日－12月19日       | 星期日 10时00分－11时00分     |                |
| 香港     | J2              | 2012年9月9日－12月9日         | 星期六、日 09时00分－10时00分 |                |
| 香港     | Animax Asia     | 2014年5月6日－7月15日         | 星期一至五 22时00分－22时30分 |                |
| 台湾     | Cartoon Network | 2009年10月26日－2010年1月5日  | 星期一至五 19时30分－20时00分 |                |
| 台湾     | Animax Asia     | 2014年4月11日－5月31日        | 星期一至日 18时30分－19时00分 |                |
| 台湾     | Animax Asia HD  | 2015年11月6日－2016年2月15日  | 星期一至日 15时30分－16时00分 | 包括第一期重播 |

## 脚注
1. ↑  第50、51话在10时25分 - 11时20分连续播放

## 外部連結
- 第一季動畫官方網站（日語）
- 第一季動畫官方網站（英文）
- 第二季動畫官方網站（日語）
- 第二季動畫官方網站（英文）
- 東京電視台・あにてれ BLUE DRAGON （页面存档备份，存于）（日語）
- 東京電視台・あにてれ BLUE DRAGON 天界的七龍 （页面存档备份，存于）（日語）
- 根華出版社─《藍龍》幼教互動書籍 （页面存档备份，存于）（繁體中文）